# Tributo a Los Prisioneros
Tributo a Los Prisioneros es el título de un álbum tributo a la banda chilena Los Prisioneros. Grabado en el año 2000, por varios artistas chilenos, es el único disco tributo oficial de Los Prisioneros.
Jorge González participó, junto con Álvaro Henríquez y El Rumpy, en la versión de Carlos Cabezas de «Estar solo».

## Lista de canciones
| Tributo a Los Prisioneros |                                                       |                          |          |  |
| N.º                       | Título                                                | Intérprete               | Duración |  |
| 1.                        | «Mentalidad televisiva»                               | Canal Magdalena          | 4:07     |  |
| 2.                        | «Mejor yo me voy del país (¿Por qué no se van?)»      | Florcita Motuda          | 2:38     |  |
| 3.                        | «¿Quién mató a Marilyn?»                              | Pánico                   | 4:30     |  |
| 4.                        | «Latinoamérica es un pueblo al sur de Estados Unidos» | Makiza                   | 3:28     |  |
| 5.                        | «Maldito sudaca»                                      | Glup!                    | 2:30     |  |
| 6.                        | «Él es mi ídolo»                                      | Javiera y Los Imposibles | 4:51     |  |
| 7.                        | «La cultura de la basura»                             | Fiskales Ad-Hok          | 2:23     |  |
| 8.                        | «Corazones rojos»                                     | La Pozze Latina          | 4:00     |  |
| 9.                        | «El baile de los que sobran»                          | Gondwana                 | 4:42     |  |
| 10.                       | «Que no destrocen tu vida»                            | La Ley                   | 4:22     |  |
| 11.                       | «We are sudamerican rockers»                          | Dracma                   | 4:42     |  |
| 12.                       | «Paramar»                                             | Los Miserables           | 3:14     |  |
| 13.                       | «Nunca quedas mal con nadie»                          | Los Tetas                | 3:43     |  |
| 14.                       | «Tren al sur»                                         | Lucybell                 | 4:08     |  |
| 15.                       | «Estrechez de corazón»                                | Mamma Soul               | 5:09     |  |
| 16.                       | «Sexo»                                                | Santiago Rebelde         | 2:53     |  |
| 17.                       | «Estar solo»                                          | Carlos Cabezas           | 3:47     |  |
| 18.                       | «La voz de los '80»                                   | Los Ex                   | 3:05     |  |
| 1:11:29                   |                                                       |                          |          |  |